# Il sapiente di Darkover
Il sapiente di Darkover (Two to Conquer, 1980) è un romanzo ambientato sul pianeta Darkover, appartenente a una serie di volumi a metà strada fra la fantascienza e il fantasy, scritto da Marion Zimmer Bradley e pubblicato per la prima volta in Italia nel 1991.
È uno dei romanzi appartenenti al Ciclo di Darkover.

## Trama
L'Età dei Cento Regni sta per concludersi. Terrificanti armi magiche hanno devastato il mondo di Darkover, oramai più simile a uno sterminato e desolato campo di battaglia che a un mondo con la sua storia e le sue leggi. Ma è anche l'epoca di nuove idee e fermenti di pace, incarnati in un potente laranzu, uno dei più grandi Custodi di Darkover: Varzy della Torre di Neskaya, che tenta di unificare i cento piccoli regni in cui è diviso il suo mondo in un Patto che farà la storia del futuro pianeta Darkover.

## Edizioni
- Marion Zimmer Bradley, Il sapiente di Darkover, traduzione di Riccardo Valla, collana Teadue, TEA, 1991,  pp. 330, cap. 20, ISBN 88-7819-158-2.